# Кијани
Кијани су насељено мјесто у општини Грачац, југоисточна Лика, Република Хрватска.

## Географија
Кијани су удаљени 6 км сјеверно од Грачаца.

## Историја
Кијани су се од распада Југославије до августа 1995. године налазили у Републици Српској Крајини. Током хрватске операције "Олуја", 6. августа 1995. године, у овом селу је убијено 14 старијих мештана српске националности. За овај злочин је до сада оптужена само једна особа.

## Становништво
Према попису становништва из 1991. године, Кијани су имали 222 становника, а 2001. године свега 16 становника. Према попису становништва из 2011. године, насеље Кијани је имало 56 становника.
| Националност       | 1991. | 1981. | 1971. | 1961. |
| Срби               | 217   | 225   | 336   | 443   |
| Југословени        | 1     | 30    | 3     |       |
| Хрвати             |       | 1     | 1     | 1     |
| Македонци          |       |       | 1     |       |
| остали и непознато | 4     | 3     | 10    |       |
| Укупно             | 222   | 259   | 351   | 444   |

| Демографија | Демографија | Демографија |
| Година      | Становника  | Становника  |
| ----------- | ----------- | ----------- |
| 1961.       | 444         |             |
| 1971.       | 351         |             |
| 1981.       | 259         |             |
| 1991.       | 222         |             |
| 2001.       | 16          |             |
| 2011.       |             | 56          |

## Попис 1991.
На попису становништва 1991. године, насељено место Кијани је имало 222 становника, следећег националног састава:
| Попис 1991.‍ | Попис 1991.‍ | Попис 1991.‍ | Попис 1991.‍ | Попис 1991.‍ |
| ----------- | ----------- | ----------- | ----------- | ----------- |
|             |             |             |             |             |
| Срби        | Срби        |             | 217         | 97,74%      |
| Југословени | Југословени |             | 1           | 0,45%       |
| непознато   | непознато   |             | 4           | 1,80%       |
| укупно: 222 |             |             |             |             |

## Знамените личности
- Богдан Болта, народни херој Југославије